# Sideridis kitti
Sideridis kitti is een vlinder uit de familie uilen (Noctuidae). De wetenschappelijke naam is voor het eerst geldig gepubliceerd in 1914 door Schawerda.
De soort komt voor in Europa.